# Diocesi di Sicuani
La diocesi di Sicuani (in latino Dioecesis Sicuanensis) è una sede della Chiesa cattolica in Perù suffraganea dell'arcidiocesi di Cusco. Nel 2022 contava 202.960 battezzati su 272.634 abitanti. È retta dal vescovo César Augusto Huerta Ramírez.

## Territorio
La diocesi comprende 4 province nella parte meridionale della regione di Cuzco: Canas, Canchis, Chumbivilcas ed Espinar.
Sede vescovile è la città di Sicuani, dove si trovano la cattedrale della Vergine del Carmelo e l'ex cattedrale dell'Immacolata Concezione.
Il territorio si estende su 19.879 km² ed è suddiviso in 32 parrocchie.

## Storia
La prelatura territoriale di Sicuani fu eretta il 10 gennaio 1959 con la bolla Universae Ecclesiae di papa Giovanni XXIII, ricavandone il territorio dall'arcidiocesi di Cusco.
Il 29 settembre 2020 la prelatura territoriale è stata elevata al rango di diocesi con la bolla Miro ordine di papa Francesco.

## Cronotassi dei vescovi
Si omettono i periodi di sede vacante non superiori ai 2 anni o non storicamente accertati.
- Nevin William Hayes, O.Carm. † (10 gennaio 1959 - 7 novembre 1970 dimesso[1])
  - Sede vacante (1970-1999)[2]
- Miguel La Fay Bardi, O.Carm. † (26 luglio 1999 - 10 luglio 2013 ritirato)
- Pedro Alberto Bustamante López (10 luglio 2013 - 1º giugno 2024 nominato vescovo di Huánuco[3])
- César Augusto Huerta Ramírez, dal 30 settembre 2024

## Statistiche
La diocesi nel 2022 su una popolazione di 272.634 persone contava 202.960 battezzati, corrispondenti al 74,4% del totale.
| anno | popolazione | popolazione | popolazione | presbiteri | presbiteri | presbiteri | presbiteri                | diaconi | religiosi | religiosi | parrocchie |
| anno | battezzati  | totale      | %           | numero     | secolari   | regolari   | battezzati per presbitero | diaconi | uomini    | donne     | parrocchie |
| ---- | ----------- | ----------- | ----------- | ---------- | ---------- | ---------- | ------------------------- | ------- | --------- | --------- | ---------- |
| 1965 | 295.000     | 300.000     | 98,3        | 23         | 16         | 7          | 12.826                    |         | 6         | 17        | 22         |
| 1968 | 205.600     | 209.582     | 98,1        | 13         | 9          | 4          | 15.815                    |         | 4         | 7         | 10         |
| 1976 | 205.000     | 207.079     | 99,0        | 14         | 11         | 3          | 14.642                    |         | 3         | 26        | 22         |
| 1980 | 231.000     | 233.000     | 99,1        | 19         | 8          | 11         | 12.157                    |         | 12        | 19        | 24         |
| 1987 | 281.000     | 287.000     | 97,9        | 17         | 13         | 4          | 16.529                    |         | 4         | 29        | 24         |
| 1999 | 339.000     | 359.000     | 94,4        | 20         | 16         | 4          | 16.950                    |         | 6         | 30        | 24         |
| 2000 | 234.000     | 274.000     | 85,4        | 23         | 19         | 4          | 10.173                    |         | 4         | 31        | 28         |
| 2001 | 234.000     | 274.000     | 85,4        | 26         | 21         | 5          | 9.000                     |         | 5         | 30        | 30         |
| 2002 | 234.000     | 274.000     | 85,4        | 19         | 13         | 6          | 12.315                    |         | 6         | 30        | 28         |
| 2003 | 234.000     | 274.000     | 85,4        | 19         | 12         | 7          | 12.315                    |         | 7         | 33        | 22         |
| 2004 | 234.000     | 274.000     | 85,4        | 20         | 14         | 6          | 11.700                    | 1       | 6         | 33        | 25         |
| 2010 | 253.000     | 295.000     | 85,8        | 29         | 24         | 5          | 8.724                     |         | 5         | 34        | 27         |
| 2013 | 262.000     | 304.000     | 86,2        | 15         | 10         | 5          | 17.466                    |         | 5         | 21        | 28         |
| 2016 | 270.838     | 313.400     | 86,4        | 13         | 11         | 2          | 20.833                    |         | 2         | 16        | 29         |
| 2019 | 279.000     | 323.400     | 86,3        | 24         | 18         | 6          | 11.625                    |         | 6         | 32        | 24         |
| 2020 | 228.900     | 265.148     | 86,3        | 29         | 22         | 7          | 7.893                     |         | 9         | 34        | 32         |
| 2022 | 202.960     | 272.634     | 74,4        | 26         | 19         | 7          | 7.806                     |         | 9         | 38        | 32         |